# Teldau
Teldau es un municipio situado en el distrito de Ludwigslust-Parchim, en el estado federado de Mecklemburgo-Pomerania Occidental (Alemania), a una altitud de 7 metros. Su población a finales de 2016 era de 1090 habs. y su densidad poblacional, 40 hab/km².
Se encuentra ubicado a la orilla norte del río Elba que lo separa del estado de Baja Sajonia.